# Lytta bicolor
Lytta bicolor là một loài bọ cánh cứng trong họ Meloidae. Loài này được Fischer miêu tả khoa học năm 1824.